# Halfway Tree
A Halfway Tree című album Damian Marley második lemeze;  2002 ben Grammy-díjat kapott.

## Számok
1. "Educated Fools" (featuring Bounty Killer)
2. "More Justice"
3. "It Was Written" (featuring Capleton)
4. "Catch a Fire"
5. "Still Searchin'" (featuring Yami Bolo)
6. "She Needs My Love" (featuring Yami Bolo)
7. "Mi Blenda"
8. "Where Is the Love"
9. "Harder" (interlude)
10. "Born to be Wild"
11. "Give Dem Some Way" (featuring Daddigan)
12. "Half Way Tree" (interlude)
13. "Paradise Child"
14. "Stuck in Between"
15. "Half Way Tree"
16. "Stand a Chance" (featuring Yami Bolo)